# Olivia Nielsen
Anna Olivia Nielsen født Christensen (7. november 1852 i Helsingør – 11. juli 1910 i Århus) var en dansk fagforeningskvinde og politiker. Mor til Gudrun Bodø.
Nielsen blev den formand for Kvindeligt Arbejderforbund (KAD) i 1892. Forbundet voksede sig større, blandt andet grundet hendes indsats, og i 1901 blev det således landsdækkende. Hun blev dets første formand. Fra 1898 repræsenterede hun KAD i repræsentantskabet for De Samvirkende Fagforbund, og fra 1907 var hun tillige med i hovedorganisationens forretningsudvalg. I 1909 blev hun medlem af Københavns Borgerrepræsentation for Socialdemokratiet.
Hun er begravet på Brønshøj Kirkegård.